# Bernard Williams (lekkoatleta)
Bernard R. Williams III (ur. 19 stycznia 1978 w Baltimore w stanie Maryland) – amerykański lekkoatleta, sprinter, mistrz i wicemistrz olimpijski.
Jego pierwszym międzynarodowym osiągnięciem było zwycięstwo w biegu na 100 m podczas igrzysk panamerykańskich w 1999 w Winnipeg. Na letnich igrzyskach olimpijskich w 2000 w Sydney zdobył złoty medal w sztafecie 4 x 100 m. W tym samym roku zdobył akademickie mistrzostwo Stanów Zjednoczonych (NCAA) na 100 m.
Na mistrzostwach świata w 2001 w Edmonton zajął 3. miejsce w finale biegu a 100 m, ale po dyskwalifikacji Tima Montgomery'ego za doiping otrzymał srebrny medal. Na tych samych mistrzostwach był członkiem zwycięskiej sztafety 4 x 100 m, lecz Amerykanie utracili złoty medal wskutek dyskwalifikacji Montgomery'ego. Sezon zakończył drugą lokatą w biegu na 200 metrów podczas rozegranego w Melbourne Finału Grand Prix IAAF.
W 2003 Williams zdobył mistrzostwo USA na 100 m. Na mistrzostwach świata w 2003 w Paryżu zdobył mistrzostwo świata w sztafecie 4 x 100 metrów a na 100 m zajął 4. miejsce. Na koniec sezonu wygrał bieg na 100 metrów podczas Światowego Finału IAAF w Monako. Zdobył srebrny medal w biegu na 200 m na letnich igrzyskach olimpijskich w 2004 w Atenach. W tym samym roku badanie antydopigowe wykryło w jego organizmie marihuanę.

## Rekordy życiowe
| Dystans    | Czas (sekundy) | Miejsce                                       | Data             |
| ---------- | -------------- | --------------------------------------------- | ---------------- |
| 55 metrów  | 6,20           | Gainesville, Floryda, Stany Zjednoczone       | 6 lutego 2000    |
| 60 metrów  | 6,56           | Colorado Springs, Kolorado, Stany Zjednoczone | 12 lutego 1999   |
| 100 metrów | 9,94           | Edmonton, Kanada                              | 5 sierpnia 2001  |
| 200 metrów | 20,01          | Bruksela, Belgia                              | 24 sierpnia 2001 |